# Cesarstwo Niemieckie na Letnich Igrzyskach Olimpijskich 1900
Cesarstwo Niemieckie na Letnich Igrzyskach Olimpijskich 1900 reprezentowane było przez 76 sportowców startujących w 10 dyscyplinach. Zdobyli łącznie 9 medali w tym 4 złote.
Dwa brązowe medale w wioślarstwie (czwórka ze sternikiem) są wynikiem rozegrania dwóch finałów w tej konkurencji. Oba finały i zdobyte w nich medal są uznawane przez Międzynarodowy Komitet Olimpijski.

## Medaliści
| Medal  | Zawodnik | Dyscyplina  | Konkurencja              |
| ------ | --- | ----------- | ------------------------ |
| Złoto  | Ernst Hoppenberg | Pływanie    | 200 m stylem grzbietowym |
| Złoto  | Ernst Hoppenberg Max Hainle Ernst Lührsen Gustav Lexau | Pływanie    | 200 m drużynowo          |
| Złoto  | Paul Wiesner Ottokar Weise Georg Naue Heinrich Peters | Żeglarstwo  | Jachty 1 – 2 tony        |
| Złoto  | Oscar Goßler Walther Katzenstein Waldemar Tietgens Gustav Goßler Carl Goßler | Wioślarstwo | Czwórka ze sternikiem 2  |
| Srebro | Paul Wiesner Ottokar Weise Georg Naue Heinrich Peters | Żeglarstwo  | Klasa otwarta            |
| Srebro | Albert Amrhein Hugo Betting Jacob Herrmann Willy Hofmeister Hermann Kreuzer Arnold Landvoigt Hans Latscha Erich Ludwig Richard Ludwig Fritz Müller Eduard Poppe Heinrich Reitz August Schmierer Adolf Stockhausen Georg Wenderoth | Rugby union | –                        |
| Brąz   | Franz Kröwerath Otto Fickeisen Hermann Wilker Ernst Felle Carl Lehle | Wioślarstwo | Czwórka ze sternikiem    |
| Brąz   | Max Ammermann Adolf Möller Hugo Rüster Julius Körner Wilhelm Carstens | Wioślarstwo | Czwórka ze sternikiem    |

## Skład kadry

### Gimnastyka
| Zawodnik            | Konkurencja                           | Finał                    | Finał                    |
| Zawodnik            | Konkurencja                           | Wynik                    | Miejsce                  |
| ------------------- | ------------------------------------- | ------------------------ | ------------------------ |
| Hugo Peitsch        | wielobój gimnastyczno-lekkoatletyczny | 252                      | 29.                      |
| Eugen Fürstenberger | wielobój gimnastyczno-lekkoatletyczny | 240                      | 53.                      |
| Richard Genserowski | wielobój gimnastyczno-lekkoatletyczny | 238                      | 54.                      |
| Röthong             | wielobój gimnastyczno-lekkoatletyczny | 234                      | 59.                      |
| Carl Wiegand        | wielobój gimnastyczno-lekkoatletyczny | 224                      | 71.                      |
| Fritz Manteuffel    | wielobój gimnastyczno-lekkoatletyczny | 223                      | 72.                      |
| Franz Abbé          | wielobój gimnastyczno-lekkoatletyczny | 219                      | 77.                      |
| Fritz Danner        | wielobój gimnastyczno-lekkoatletyczny | 216                      | 79.                      |
| Erwin Willi Kurtz   | wielobój gimnastyczno-lekkoatletyczny | 216                      | 79.                      |
| Fritz Sauer         | wielobój gimnastyczno-lekkoatletyczny | 214                      | 84.                      |
| Gustav Felix Flatow | wielobój gimnastyczno-lekkoatletyczny | 204                      | 102.                     |
| Adolf Tannert       | wielobój gimnastyczno-lekkoatletyczny | 180                      | 118.                     |
| Julius Nuninger     | wielobój gimnastyczno-lekkoatletyczny | 199                      | 107.                     |
| Oscar Näumann       | wielobój gimnastyczno-lekkoatletyczny | Nie ukończył konkurencji | Nie ukończył konkurencji |

### Jeździectwo
Konkurencje nieolimpijskie
| Zawodnik       | Konkurencja                  | Finał              | Finał              |
| Zawodnik       | Konkurencja                  | Wynik              | Miejsce            |
| -------------- | ---------------------------- | ------------------ | ------------------ |
| Max Guilleaume | Powożenie zaprzęgami konnymi | Nie sklasyfikowany | Nie sklasyfikowany |

### Kolarstwo
| Zawodnik       | Konkurencja | Eliminacje                                                             | Eliminacje | Ćwierćfinały    | Ćwierćfinały  | Półfinały     | Półfinały     | Finał         | Finał         | Pozycja       |
| Zawodnik       | Konkurencja | Przeciwnik                                                             | Czas       | Przeciwnik      | Czas          | Przeciwnik    | Czas          | Przeciwnik    | Czas          | Pozycja       |
| -------------- | ----------- | ---------------------------------------------------------------------- | ---------- | --------------- | ------------- | ------------- | ------------- | ------------- | ------------- | ------------- |
| Karl Duill     | sprint      | F. Ponscarme Thomann Maibaum Pilton Maurice Terrier A. Porcher         | 1:35,4     | Coindre Germain | b.d           | Nie awansował | Nie awansował | Nie awansował | Nie awansował | Nie awansował |
| Georg Drescher | sprint      | Maissonave Will Davis Chaput Fernand Boulmant Guillot Lohner Longchamp | b.d        | Nie awansował   | Nie awansował | Nie awansował | Nie awansował | Nie awansował | Nie awansował | Nie awansował |
| Paul Gottron   | sprint      | Fernand Sanz Rosso Amberger L. Boyer Neursuth A. Roger Ruez            | 1:32,4     | Legrain Cayron  | b.d           | Nie awansował | Nie awansował | Nie awansował | Nie awansował | Nie awansował |
| Paul Gottron   | 25 km       |                                                                        |            |                 |               |               |               |               | b.d           | 5.            |

### Lekkoatletyka
Konkurencje biegowe
| Zawodnik          | Konkurencja           | Eliminacje | Eliminacje | Półfinał      | Półfinał      | Repasaż       | Repasaż       | Finał         | Finał         |
| Zawodnik          | Konkurencja           | Wynik      | Miejsce    | Wynik         | Miejsce       | Wynik         | Miejsce       | Wynik         | Miejsce       |
| ----------------- | --------------------- | ---------- | ---------- | ------------- | ------------- | ------------- | ------------- | ------------- | ------------- |
| Kurt Dörry        | 100 m                 | 11,5       | 2.         | b.d           | 4.            | Nie awansował | Nie awansował | Nie awansował | Nie awansował |
| Julius Keyl       | 100 m                 | b.d        | 4.         | Nie awansował | Nie awansował | Nie awansował | Nie awansował | Nie awansował | Nie awansował |
| Albert Werkmüller | 200 m                 | b.d        | 4.         |               |               |               |               | Nie awansował | Nie awansował |
| Franz Duhne       | 2500 m z przeszkodami |            |            |               |               |               |               | b.d           | 6.            |
| Franz Duhne       | 4000 m z przeszkodami |            |            |               |               |               |               | b.d           | 6.            |

Konkurencje techniczne
| Zawodnik         | Konkurencja        | Eliminacje | Eliminacje | Finał         | Finał         |
| Zawodnik         | Konkurencja        | Wynik      | Miejsce    | Wynik         | Miejsce       |
| ---------------- | ------------------ | ---------- | ---------- | ------------- | ------------- |
| Waldemar Steffen | skok w dal         | 6,300      | 8.         | Nie awansował | Nie awansował |
| Waldemar Steffen | trójskok           |            |            | b.d           | 7.            |
| Waldemar Steffen | trójskok z miejsca |            |            | b.d           | 5.            |
| Waldemar Steffen | skok wzwyż         |            |            | 1,70          | 4.            |

### Piłka wodna
- Reprezentacja mężczyzn

| - Hans Aniol - Paul Gebauer - Max Hainle - Georg Hax - Gustav Lexau - Herbert von Petersdorff - Fritz Schneider |

Reprezentanci Niemiec zajęli 5. miejsce.
Wyniki
Ćwierćfinał
| 11 sierpnia 1900 | Berliner Schwimm Club | 2:3 | Pupilles de Neptune de Lille II |  |
|                  |                       |     |                                 |  |

### Pływanie
| Zawodnik                                               | Konkurencja       | Półfinał | Półfinał | Finał   | Finał   |
| Zawodnik                                               | Konkurencja       | Czas     | Miejsce  | Czas    | Miejsce |
| ------------------------------------------------------ | ----------------- | -------- | -------- | ------- | ------- |
| Julius Frey                                            | 200 m dowolnym    | 2:50,4   | 3.       | 2:58,2  | 8.      |
| Max Hainle                                             | 1000 m dowolnym   | 15:54,0  | 1.       | 15:22,6 | 4.      |
| Ernst Hoppenberg                                       | 200 m grzbietowym | 2:54,4   | 1.       | 2:47,0  | złoto   |
| Ernst Hoppenberg Max Hainle Gustav Lexau Ernst Lührsen | 200 m drużynowo   |          |          | 32 pkt  | złoto   |
| Hans Aniol                                             | pływanie podwodne |          |          | 103,9   | 6.      |

### Rugby
- Reprezentacja mężczyzn

| - Albert Amrhein - Hugo Betting - Jacob Herrmann - Willy Hofmeister - Hermann Kreuzer - Arnold Landvoigt - Hans Latscha - Erich Ludwig |  | - Richard Ludwig - Fritz Müller - Eduard Poppe - Heinrich Reitz - August Schmierer - Adolf Stockhausen - Georg Wenderoth |

W turnieju drużyna Cestarstwa Niemieckiego rozegrała jeden mecz z reprezentacją Francji.
| 14 października 190015:00 | Francja | 27:17(5:14) | Cesarstwo Niemieckie | Vélodrome de Vincennes Widzów: 3500 Sędzia: M. Potter |
| 14 października 190015:00 |         | 27:17(5:14) |                      | Vélodrome de Vincennes Widzów: 3500 Sędzia: M. Potter |

Reprezentacja Cesarstwa Niemieckiego zdobyła srebrny medal.

### Szermierka
| Zawodnik      | Konkurencja | Runda 1    | Runda 1 | Ćwierćfinały | Ćwierćfinały  | Półfinały     | Półfinały     | Finał         | Finał         | Pozycja |
| Zawodnik      | Konkurencja | Przeciwnik | Wynik   | Przeciwnik   | Wynik         | Przeciwnik    | Wynik         | Przeciwnik    | Wynik         | Pozycja |
| ------------- | ----------- | ---------- | ------- | ------------ | ------------- | ------------- | ------------- | ------------- | ------------- | ------- |
| Alfons Schöne | b.d         | P          |         |              | Nie awansował | Nie awansował | Nie awansował | Nie awansował | Nie awansował |         |

### Wioślarstwo
| Zawodnik | Konkurencja | Półfinały | Półfinały | Finał  | Finał | Miejsce |
| Zawodnik | Konkurencja | Czas      | M.        | Czas   | M.    | Miejsce |
| --- | ----------- | --------- | --------- | ------ | ----- | ------- |
| Ernst Felle Otto Fickeisen Carl Lehle Hermann Wilker Franz Kröwerath                                                                                     | M4+         | 6:14,0    | 1.        | 6:05,0 | 3.    | brąz    |
| Wilhelm Carstens Julius Körner Adolf Möller Hugo Rüster Max Ammermann                                                                                    | M4+         | 6:03,0    | 3.        | 7:18,2 | 3.    | brąz    |
| Gustav Goßler Oscar Goßler Walther Katzenstein Waldemar Tietgens Carl Goßler                                                                             | M4+         | 5:56,2    | 1.        | 5:59,0 | 1.    | złoto   |
| Gustav Goßler Oscar Goßler Ernst Jencquel Edgar Katzenstein Walther Katzenstein Theodor Laurezzari Waldemar Tietgens Arthur Warncke Alexander Gleichmann | M8+         | 5:04,8    | 3.        | 6:33,0 | 4.    | 4.      |

|

### Żeglarstwo
| Załoga                                                    | Konkurencja        | Nazwa jachtu  | Czas rzeczywisty | Handicap        | Czas            | Pozycja         |
| --------------------------------------------------------- | ------------------ | ------------- | ---------------- | --------------- | --------------- | --------------- |
| Paul Wiesner Georg Naue Arthur Bloomfeld Heinrich Peters] | 0,5-1 t (wyścig I) | Aschenbrödelr | Dyskwalifikacja  | Dyskwalifikacja | Dyskwalifikacja | Dyskwalifikacja |
| Paul Wiesner Georg Naue Arthur Bloomfeld Heinrich Peters] | 1-2 t(wyścig II)   | Aschenbrödelr | 2:54:36          | 14:43           | 3:09:19         | złoto           |
| Paul Wiesner Georg Naue Arthur Bloomfeld Heinrich Peters] | klasa open         | Aschenbrödelr |                  |                 | 5:58:17         | srebro          |